# Lista zabytków w San Lawrenz
To jest lista zabytków w miejscowości San Lawrenz na wyspie Gozo, Malta, które są umieszczone na liście National Inventory of the Cultural Property of the Maltese Islands.

## Lista
| Nazwa zabytku                        | Lokalizacja                          | Współrzędne                                   | Nr na liście NICPMI | Zdjęcie |
| ------------------------------------ | ------------------------------------ | --------------------------------------------- | ------------------- | ------- |
| Ras il-Wardija                       |                                      | 36°02′12,3″N 14°11′13,6″E/36,036748 14,187101 | 00002               |         |
| Wieża Dwejra                         | Triq id-Dwejra                       | 36°02′58,3″N 14°11′31,2″E/36,049515 14,192000 | 0040                |         |
| Nisza Chrystusa Nazarejczyka         | 35 Triq San Lawrenz                  | 36°03′19,8″N 14°12′13,8″E/36,055513 14,203847 | 00964               |         |
| Kościół parafialny pw. św. Wawrzyńca | Pjazza San Lawrenz                   | 36°03′19,8″N 14°12′12,9″E/36,055513 14,203592 | 00965               |         |
| Nisza Matki Boskiej Bolesnej         | Triq San Lawrenz / 49 Triq id-Duluri | 36°03′18,6″N 14°12′14,4″E/36,055162 14,204012 | 00966               |         |
| Nisza św. Wawrzyńca                  | 5 Triq Wied Merill                   | 36°03′15,9″N 14°12′07,8″E/36,054427 14,202157 | 00967               |         |
| Kaplica św. Anny                     | Triq il-Ġebla tal-Ġeneral, Dwejra    | 36°03′10,2″N 14°11′24,0″E/36,052828 14,190004 | 00968               |         |